# Superman: Ride of Steel (Six Flags America)
Superman: Ride of Steel is een stalen achtbaan in het Amerikaanse attractiepark Six Flags America.

## Algemene informatie
De achtbaan werd gebouwd door Intamin AG en opende op 13 mei 2000. De maximale baanhoogte is 60 m en de eerste afdaling is 62,5 m. De achtbaan maakt gebruik van een kettingoptakeling in combinatie met twee achtbaantreinen.